# Staré proboštství (Vyšehrad)
Staré proboštství na pražském Vyšehradě, Štulcova čp. 69/3 je barokní budova, kterou nechal postavit někdy mezi roky 1708 až 1722 tehdejší kapitulní děkan Matěj Macht. Jako součást národní kulturní památky Vyšehrad je tato stavba památkově chráněna.

## Historie a popis
Na místě budovy Starého proboštství byla údajně v roce 1623 oplocená vinice s domkem, který nechal postavit Jan Kapoun z Karlova, a po jeho smrti pozemek i s domkem připadly vyšehradské kapitule. Ta byla ve 2. polovině 17. století v souvislosti s budováním vyšehradské pevnosti vystěhována do podhradí, ale když v roce 1707 začala generální barokní přestavba kostela svatého Petra a Pavla, nový kapitulní děkan Matěj Macht z Löwenmachtu přesvědčil vojenský erár, že na takovou stavbu je nutné dohlížet, pozemek znovu vykoupil a nechal si na něm postavit nevelkou rezidenci, dnešní Staré proboštství. Děkan Matěj Macht (mj. donátor sochy svatého Víta na Karlově mostě) tu žil potom až do své smrti (zemřel snad v roce 1719), po něm dům převzal vyšehradský probošt a probošti zde pak sídlili až do roku 1874, kdy bylo v sousedství dostavěno Nové proboštství.
V roce 1817 došlo v objektu k drobným stavebním úpravám (klasicistní fasáda, oválná barokní okna byla vyměněna za pravoúhlá).
Jednopatrová budova má klasicistní fasádu a barokní portál. Zahrada objektu přiléhá k severní ohradní zdi vyšehradského hřbitova. Hlavní západní průčelí do ulice je sedmiosé, členěné symetricky, středový rizalit je trojosý, s valbovou střechou. Obě nižší křídla mají polovalbové střechy. Hlavní vchod ve středu rizalitu má dochovaný barokní kamenný portál.
V interiéru je vlevo od vstupního prostoru vřetenové schodiště s dřevěnými stupni. V prvním patře je reprezentační sál, na východní i západní straně s trojicemi velkých oken. Na stěnách jsou dochována již pouze torza fresek od rakouského malíře a architekta Jana Ferdinanda Schora (1686–1767): v roce 1960, kdy byl objekt využíván státem, byly fresky zabíleny. V roce 1995 byly opět odkryty a restaurovány; zobrazují iluzivní architekturu doplněnou figurálními a ornamentálními motivy, v rozích jsou alegorie Čtyř živlů.
Budovu využívá česko-anglická mateřská školka Indigo Kids.